# FF (cantante)
FF, pseudonimo di Fernando João Duarte do Carmo Abrantes Fernandes (Lisbona, 3 maggio 1987), è un cantante portoghese.

## Biografia
Nato nella capitale portoghese e cresciuto nell'Alentejo, FF ha esordito nel mondo della musica nel 1999 con la sua vittoria al concorso canoro Bravo bravíssimo. L'esperienza l'ha portato a frequentare per tre anni corsi di canto, pianoforte e violino.
Nel 2006, dopo aver firmato un contratto discografico con la Farol Música, ha pubblicato il suo album di debutto, Eu aqui. Il disco ha trascorso quattro settimane in vetta alla classifica portoghese e ha venduto oltre 60 000 copie a livello nazionale, venendo certificato triplo disco di platino dalla Associação Fonográfica Portuguesa. Pur non godendo dello stesso successo commerciale, i suoi quattro album successivi, Live Tour, A música nasce, O jogo recomeça e Saffra, sono tutti entrati nella classifica nazionale, quest'ultimo diventando la sua seconda top ten. Nel 2012 FF ha vinto la seconda edizione di A tua cara não me é estranha, la versione portoghese del Tale e quale show.
FF è stato confermato fra i venti artisti partecipanti al Festival da Canção 2022, rassegna musicale che selezionerà il rappresentante portoghese all'Eurovision Song Contest, con il brano Como é bom esperar alguém.

## Discografia

### Album in studio
- 2006 – Eu aqui
- 2007 – A música nasce
- 2010 – O jogo recomeça
- 2014 – Saffra
- 2019 – Fado à la carte

### Album live
- 2006 – Live Tour

### Singoli
- 2019 – Amor não se esquesce
- 2022 – Como é bom esperar alguém